# A Complete ~All Singles~
A COMPLETE ~ALL SINGLES~ – piąta kompilacja piosenkarki Ayumi Hamasaki, wydana 10 września 2008 z okazji jej dziesiątej rocznicy współpracy z Avex Trax. Pierwsze wydanie tego albumu wyszło w specjalnym pudełku wraz z czterdziestoośmiostronicową fotoksiążką, która zawierała niepublikowane wcześniej alternatywne okładki singli. Album wydany został w wersjach 3CD i 3CD+DVD, zawiera utwory z wszystkich singli wydanych przez piosenkarkę od 1998 roku. Album osiągnął 1 pozycję w rankingu Oricon, pierwszym tygodniu sprzedano 538 876 kopii, natomiast 852 259 egzemplarzy całościowo.

## Lista utworów (CD)
| Nr  | Tytuł            |
| --- | ---------------- |
| 1.  | „poker face”     |
| 2.  | „YOU”            |
| 3.  | „Trust”          |
| 4.  | „For My Dear...” |
| 5.  | „Depend on you”  |
| 6.  | „WHATEVER”       |
| 7.  | „LOVE ~Destiny~” |
| 8.  | „TO BE”          |
| 9.  | „Boys & Girls”   |
| 10. | „monochrome”     |
| 11. | „appears”        |
| 12. | „kanariya”       |
| 13. | „Fly high”       |
| 14. | „vogue”          |
| 15. | „Far Away”       |

| Nr  | Tytuł            |
| --- | ---------------- |
| 1.  | „SEASONS”        |
| 2.  | „SURREAL”        |
| 3.  | „AUDIENCE”       |
| 4.  | „M”              |
| 5.  | „evolution”      |
| 6.  | „NEVER EVER”     |
| 7.  | „Endless sorrow” |
| 8.  | „UNITE!”         |
| 9.  | „Dearest”        |
| 10. | „Daybreak”       |
| 11. | „Free & Easy”    |
| 12. | „independent”    |
| 13. | „Voyage”         |
| 14. | „ourselves”      |
| 15. | „forgiveness”    |

| Nr          | Tytuł                               |
| ----------- | ----------------------------------- |
| 1.          | „No way to say”                     |
| 2.          | „Moments”                           |
| 3.          | „INSPIRE”                           |
| 4.          | „CAROLS”                            |
| 5.          | „STEP you”                          |
| 6.          | „fairyland”                         |
| 7.          | „HEAVEN”                            |
| 8.          | „Bold & Delicious”                  |
| 9.          | „Startin'”                          |
| 10.         | „BLUE BIRD”                         |
| 11.         | „glitter”                           |
| 12.         | „talkin' 2 myself”                  |
| 13.         | „Mirrorcle World”                   |
| bonus track |                                     |
| 14.         | „Who... (10th Anniversary version)” |
| 15.         | „Who... (Chinese version)”          |

### DVD
Limited TA Live Tour (ZEPP TOKYO/2003.05.27)
1. Real me
2. poker face
3. Depend on you
4. TO BE
5. YOU
6. Dolls
7. A Song for ××
8. SURREAL
9. evolution
10. RAINBOW

- A-nation'02 (2002.09.01)

1. evolution
2. HANABI
3. Voyage

- A-nation'03 (2003.08.31)

1. forgiveness
2. Boys & Girls

- A-nation'04 (2004.08.29)

1. GAME
2. Moments
3. Greatful days

- A-nation'05 (2005.08.28)

1. fairyland
2. is this LOVE?

- A-nation'06 (2006.08.27)

1. UNITE!
2. A Song for ××

- A-nation'07 (2007.08.26)

1. until that Day...
2. July 1st
3. Boys & Girls